# I = PAT
I = PAT là một công thức bằng chữ miêu tả tác động của hoạt động của con người tới môi trường.
I = P × A × T
Trong đó:
I (Human Impact, tức Tác động của con người tới môi trường) bằng tích của P (Population, tức Dân số) và A (Affluence, tức Sự sung túc) và T (Technology, tức Công nghệ). Công thức này miêu tả sự gia tăng dân số, sự sung túc và công nghệ tác động tổng hợp lên môi trường như thế nào.
Công thức được phát triển vào những năm 70 của thế kỷ XX, trong một tranh luận giữa Barry Commoner, Paul R. Ehrlich và John Holdren. Commoner cho rằng những thay đổi trong công nghệ sản xuất từ sau Chiến tranh Thế giới thứ 2 là nguyên nhân chính của những tác động đến môi trường ở Mỹ. Trong khi đó, Ehrlich và Holdren cho rằng cả ba yếu tố này đều quan trọng và đặc biệt nhấn mạnh vào vai trò của sự gia tăng dân số.(PR Ehrlich, JP Holdren, Tác động của gia tăng dân số, Science, 1971)
Đồng nhất thức Kaya có quan hệ chặt chẽ với phương trình I = PAT nhưng phương trình I = PAT chung chung hơn khi chỉ nói về một "Tác động" (Impact) trừu tượng còn đồng nhất thức Kaya thể hiện rõ về tác động của tác động của hoạt động của con người đến lượng phát thải CO2.

## Dân số

Dân số (ước tính) 10,000 trước CN – 2000 sau CN

Trong phương trình I = PAT, biến P thể hiện dân số của một vùng, ví dụ như dân số thế giới. Từ khi có sự gia tăng số lượng của các xã hội công nghiệp, dân số thế giới đã tăng trưởng mạnh theo cấp số nhân. Do đó, Thomas Malthus và nhiều học giả đã mặc nhiên công nhận rằng sự tăng trưởng này sẽ tiếp tục cho đến khi bị nạn đói cản trở (xem Mô hình tăng trưởng Malthus)
Liên hợp quốc và Cục Thống kê Dân số Hoa Kỳ dự đoán rằng dân số thế giới sẽ tăng từ 7 tỷ người hiện nay lên khoảng 9.2 tỷ người vào năm 2050. Những tiên đoán này đã tính đến sự giảm tốc độ gia tăng dân số những năm gần đây, khi mà phụ nữ có ít con hơn. Hiện tượng này được tin rằng là kết quả của sự chuyển dịch dân số ở những nước phát triển. Theo đó, Liên hợp quốc tin rằng dân số thế giới sẽ ổn định quanh mức 9 tỷ người vào năm 2100. Tuy nhiên, trong khi dân số thế giới vẫn sẽ tiếp tục gia tăng trong những thập kỷ tới, yếu tố này của phương trình I = PAT sẽ vẫn tiếp tục khiến tác động của con người lên môi trường gia tăng trong tương lai gần.

### Tác động đến môi trường
Dân số gia tăng đã làm tăng tác động đến môi trường theo nhiều cách, ví dụ như:
- Tăng sử dụng đất - khiến các sinh vật khác mất đi môi trường sống
- Tăng sử dụng tài nguyên - làm thay đổi diện tích đất bao phủ
- Tăng ô nhiễm - gây biến đổi khí hậu, hủy hoại con người và hệ sinh thái.

## Sự sung túc

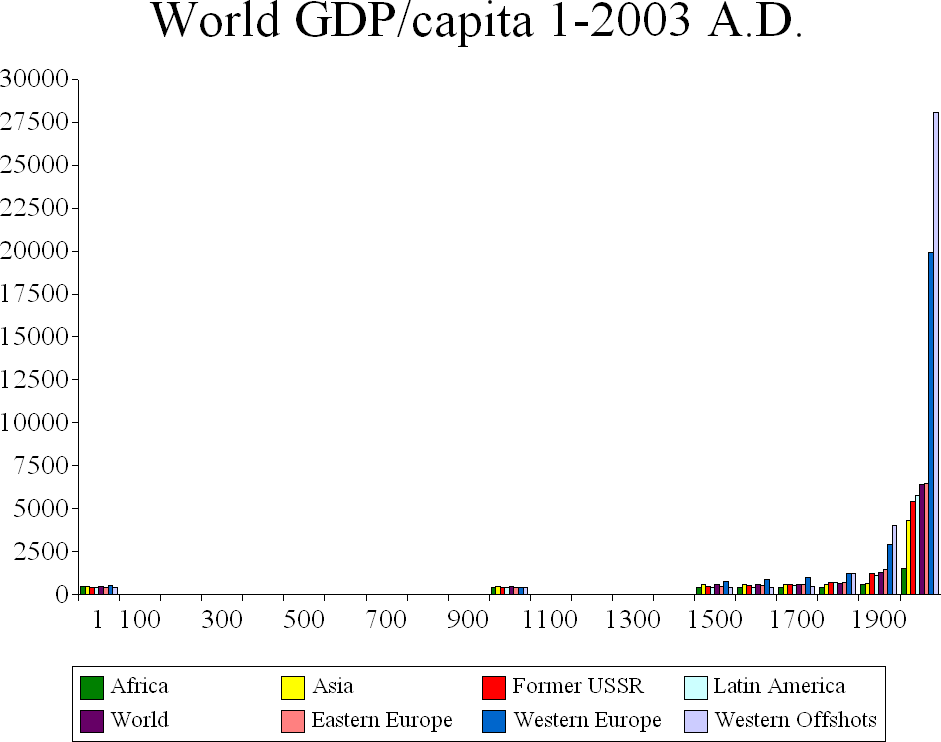
GDP đầu người của thế giới (năm 1990 Đô la quốc tế)

Biến A, trong công thức I = PAT là viết tắt chữ cái đầu của Affluence (Sự sung túc). Nó được tính bằng mức tiêu thụ trên mỗi cá thể. Khi tiêu dùng đầu người tăng thì tổng tác động lên môi trường cũng gia tăng. Tiêu dùng thường được tính qua GDP đầu người. Khi GDP đầu người được dùng để tính năng suất, ta thường giả định rằng tiêu dùng tăng khi năng suất tăng. GDP đầu người đã và đang tăng trưởng vững chắc trong vài thế kỷ gần đây, do đó tăng tác động của con người trong phương trình I = PAT lên.

### Tác động đến môi trường
Tiêu dùng gia tăng đã làm gia tăng đáng kể tác động của con người đến môi trường. Đó là bởi vì mỗi sản phẩm được tiêu dùng có những phổ tác động rộng đến môi trường.

## Công nghệ
Biến T, trong công thức I = PAT là viết tắt chữ cái đầu của Technology (Công nghệ). Nó thể hiện tác động đến môi trường do việc sản xuất, vận chuyển, thanh lý hàng hóa, dịch vụ tạo ra. Cải thiện về tính hiệu quả giúp làm giảm nhu cầu về vốn tài nguyên, giảm thừa số T. Do công nghệ có thể ảnh hưởng đến môi trường theo nhiều cách khác nhau, đơn vị của T thường phụ thuộc từng trường hợp cụ thể mà công thức I = PAT được áp dụng. Ví dụ như khi tính toán tác động của con người lên biến đổi khí hậu, đơn vị phù hợp cho T có thể là lượng phát thải khí nhà kính trên một đơn vị GDP.

### Tác động đến môi trường
Sự gia tăng tính hiệu quả có thể giảm tổng tác động lên môi trường. Tuy nhiên, khi P tăng theo cấp số nhân, T sẽ giảm mạnh (tính hiệu quả tăng gấp đôi khi dân số tăng gấp đôi) nhằm giữ nguyên I và A. Vài năm trở lại đây, số liệu từ Ngân hàng Thế giới cho thấy T đang giảm và sẽ tiếp tục giảm trong tương lai. Tuy nhiên, do P gia tăng theo cấp số nhân và A giảm mạnh nên tổng tác động lên môi trường I vẫn giảm.